# .lt
.lt è il dominio di primo livello nazionale assegnato alla Lituania.
Originariamente amministrato dall'Università di Oslo, nel 1994 la gestione è passata all'Università tecnica di Kaunas.